# Hypseleotris kimberleyensis
Hypseleotris kimberleyensis (tên tiếng Anh: Barnett River gudgeon) là một loài cá thuộc họ Eleotridae. Đây là loài đặc hữu của Úc.